# Rupela sejuncta
Rupela sejuncta là một loài bướm đêm trong họ Crambidae.